# Take It to the Floor
Take It to the Floor ist das Debüt-Studioalbum der Electropop-Band Cash Cash. Es enthält vier Songs ihrer ersten EP, Cash Cash.

## Trackliste
| Titel                 | Länge |
| --------------------- | ----- |
| Breakout              | 3:34  |
| Sugar Rush            | 3:05  |
| Party in Your Bedroom | 3:19  |
| Cash Cash             | 3:09  |
| Can’t Stop Looking    | 2:47  |
| Electric Hearts       | 3:35  |
| Interlude             | 2:33  |
| Concerta              | 3:24  |
| Two Days Old          | 3:19  |
| Your Love             | 2:56  |
| Radio                 | 4:13  |
| Dynamite              | 3:39  |

## Rezeption
Das Album erhielt gemischte Rezensionen. AbsolutePunk gab dem Album 68 %. Allmusic vergab eine Bewertung von 3.5 Sternen. Viele lobten den dritten Track des Albums, Party in Your Bedroom, aber waren der Meinung, dass der Rest des Albums nicht mit der Single mithalten könne.

## Mitwirkende
- Jean Paul Makhlouf – Gesang, Gitarre, Abmischung
- Alex Luke Makhlouf – Keyboard, Programmierung, Backing Vocal
- Sam Frisch – E-Bass, Backing Vocal, Programmierung, Verpackungsdesign
- Anthony Villacari – Schlagzeug

## Zusätzliche Mitwirkende
- S*A*M & SLUGGO – Produzent, Entwickler, Co-Writer (Party In Your Bedroom)
- Jeff Turzo & Matt Mahaffey – Produzent, Entwickler, Keyboards
- Ted Jenson – Mastering
- Mike Doerr – Fotobearbeitung
- Kellyann Petry – Fotografie
- Nicholas Routzen – Inlay Fotografie
- Ben Adelson – A&R[3]

## Verfügbarkeit
Es ist mittlerweile auch jeder Track einzeln bei Amazon Music als Download verfügbar und kann käuflich erworben werden.

## Coverversion
Es existiert eine Coverversion von Fatman Scoop.